# Кизилказахстан
Кизилказахста́н (каз. Қызылқазақстан) — село у складі Сандиктауського району Акмолинської області Казахстану. Входить до складу Жамбильського сільського округу.
Населення — 160 осіб (2021; 353 у 2009, 436 у 1999, 344 у 1989).
Національний склад станом на 1989 рік:
- казахи — 100 %.